# Hotýlek
Hotýlek (v anglickém originále Fawlty Towers) je britský sitcom společnosti BBC. Napsal jej John Cleese společně se svou tehdejší ženou Connie Booth. Několikrát se umístil na vrcholku anket o nejlepší britské komediální seriály a předstihl i takové klasiky jako Doctor Who nebo Monty Pythonův létající cirkus.
Samotný John Cleese říká, že epizoda Uzenáč a mrtvola je to jediné z jeho díla, co by nezničil.[zdroj⁠?!]

## Postavy

### Basil Fawlty
Hraje ho John Cleese. Hlavní hrdina seriálu. Ředitel hotelu Fawlty Towers v anglickém Devonu. Je to egoistický sobec, lakomý patolízalský xenofob – zkrátka výčet těch nejhorších lidských vlastností. Bojí se své panovačné manželky, nenávidí svou práci a hotelové zákazníky a zlost si vybíjí na hloupém španělském sluhovi jménem Manuel.
Je inspirován postavou hoteliéra Donalda Sinclaira, v jehož podniku Cleese přespával při natáčení filmu Monty Python a Svatý Grál. Fawlty však ani v nejmenším není tak strašný jako byl Donald Sinclair.

### Sybil Fawlty
Hraje ji Prunella Scales. Basilova žena a manažerka Fawlty Towers. Basil si jí vzal pro peníze a ona to moc dobře ví. Je to fintivá drbna, která svým manželem opovrhuje.

### Manuel
Hraje ho Andrew Sachs. Dobromyslný hotelový sluha. Pochází ze Španělska. Neumí anglicky a neustále se ptá „¿Qué?", čímž Basila přivádí k šílenství.

### Polly Shearman
Hraje ji Connie Booth. Hotelová služka a pokojská. Svou práci nemá ráda a dělá ji jen pro plat. Basil se nad ní jen povyšuje, ale je to obvykle ona, kdo se ho snaží tahat z problémů.

## Děj
Příběh je v každé epizodě podobný. Basil své ženě, případně návštěvníkům zalže. Malá lež však během chvíle díky Basilově vyšinuté paranoie nabobtná do série trapasů a ještě větších lží.

## Epizody

### První série (1975)
| Číslo | Originální název     | Český název         | Premiéra       |
| ----- | -------------------- | ------------------- | -------------- |
| 1     | A Touch of Class     | Společenská třída   | 19. září 1975  |
| 2     | The Builders         | Stavební firma      | 26. září 1975  |
| 3     | The Wedding Party    | Svatební průvod     | 3. říjen 1975  |
| 4     | The Hotel Inspectors | Hoteloví inspektoři | 10. říjen 1975 |
| 5     | Gourmet Night        | Labužnický večírek  | 17. říjen 1975 |
| 6     | The Germans          | Němci               | 24. říjen 1975 |

### Druhá série (1979)
| Číslo | Originální název          | Český název           | Premiéra        |
| ----- | ------------------------- | --------------------- | --------------- |
| 7     | Communication Problems    | Problémy s komunikací | 19. únor 1979   |
| 8     | The Psychiatrist          | Psychiatr             | 26. únor 1979   |
| 9     | Waldorf Salad             | Waldorfský salát      | 5. březen 1979  |
| 10    | The Kipper and the Corpse | Uzenáč a mrtvola      | 12. březen 1979 |
| 11    | The Anniversary           | Výročí                | 26. březen 1979 |
| 12    | Basil the Rat             | Krysa Basil           | 25. říjen 1979  |